# Забавная ферма
«Забавная ферма» (англ. Funny Farm) — комедия режиссёра Джорджа Роя Хилла, снятая им в 1988 году. Последний фильм, снятый Хиллом.

## Сюжет
Преуспевающий нью-йоркский спортивный журналист Энди Фармер (Чеви Чейз) и его жена-учительница Элизабет (Мэдолин Смит-Осборн) решают оставить суету Манхэттена, чтобы жить на ферме в тиши сельской местности Вермонта. На ферме Энди планирует написать книгу об ограблении казино, за которую он уже получил от издательства задаток 10 000 долларов.
Первоначальный восторг от окружающей природы и нового семейного гнёздышка омрачается преследующими Фармеров бытовыми неурядицами и отсутствием взаимопонимания с местным населением. Из-за стресса работа Энди над книгой продвигается с большим трудом, и в результате у него получается весьма неудачное произведение, которое раскритиковала даже его собственная жена. В это же время втайне от мужа Элизабет написала свою книгу про бельчонка Энди, на которую её вдохновили злоключения, происходящие на новом месте. Её книга восторженно воспринимается издателями, и её рукопись покупают для печати, более того, её даже просят написать продолжение. Элизабет сообщает о своём успехе мужу, чем ввергает его в шок и последующую глубокую депрессию. Тем временем оговорённый в контракте срок сдачи книги Энди уже прошёл, о чём ему и сообщает представитель издательства, приехавший забрать либо книгу, либо выплаченный ранее аванс. Энди в приступе паники, понимая что его книга — это полный провал, чтобы как то выйти из сложившейся ситуации и не возвращать деньги, отдаёт своему издателю рукопись жены. Элизабет, узнав о поступке мужа, приходит в ярость и требует развода.
На всеобщем собрании жителей деревни супруги сообщают о предстоящем разводе и намерении продать дом, но для того чтобы сделать это быстро и с максимальной выгодой, они просят горожан создать для потенциальных покупателей иллюзию райского местечка, обещая вознаградить за это каждого жителя. Селяне постарались на славу, устроили целое представление, так что первые же покупатели, приехавшие посмотреть дом, попадаются на эту удочку и, находясь в полном восторге от увиденного, предлагают за дом Фармеров сумму, на которую те даже не рассчитывали.
Энди и Элизабет в этот решающий для них момент отказываются продавать дом, поняв, что несмотря на все совершённые ими ошибки и случившиеся неприятности, продолжают сильно любить друг друга.
В течение всего фильма герои попадают в комичные ситуации, сопровождающиеся шутками в исполнении Чеви Чейза.

## В ролях
| Актёр / Актриса     | Роль в Фильме          |
| ------------------- | ---------------------- |
| Чеви Чэйз           | Энди Фармер            |
| Мэдолин Смит-Осборн | Элизабет Фармер        |
| Джозеф Мэхер        | издатель Майкл Синклер |
| Брэд Салливэн       | Брок                   |
| МакИнтайр Диксон    | мэр Барклай            |
| Кевин О'Моррисон    | шериф Ледбеттер        |
| Элис Драммонд       | Этель Дингис           |
| Джек Гилпин         | Бад Калбертсон         |
| Кэрис Корфман       | Бетси Калбертсон       |

## Создатели фильма
- Режиссёр: Джордж Рой Хилл
- Автор сценария: Джеффри Боум
- Автор сценария: Джей Кронли (книга)
- Продюсер: Роберт Кроуфорд мл.
- Исполнительный продюсер: Брюс Боднер
- Исполнительный продюсер: Патрик Келли
- Оператор: Мирослав Ондржичек
- Композитор: Элмер Бернстайн
- Костюмер: Энн Рот